# Miss Machine
Miss Machine – drugi album studyjny amerykańskiego zespołu The Dillinger Escape Plan. Wydawnictwo ukazało się na CD i płycie gramofonowej 20 lipca 2004 roku nakładem wytwórni muzycznej Relapse Records. Nagrania zostały zrealizowane w studiu Water Music w Hoboken w New Jersey, Mission Sound na Brooklynie w Nowym Jorku oraz w Backroom Rehearsal Studios w Rockaway w New Jersey. Miksowanie odbyło się w Quad Studios w Nowym Jorku. Ponadto w rozszerzonej wersji albumu dołączona została płyta DVD, zawierająca nagrania z koncertów w Los Angeles, Seattle, Orlando, Japonii i festiwalu Hellfest.
W ramach promocji zostały zrealizowane trzy teledyski do utworów: "Panasonic Youth" i "Unretrofied" w reżyserii Josha Grahama oraz "Setting Fire to Sleeping Giants" w reżyserii Dalea Resteghiniego. Był to również pierwszy album zrealizowany z udziałem wokalisty Grega Puciato. Płyta uzyskała szereg pozytywnych recenzji m.in. ze strony redaktorów muzyczny serwisów Allmusic, Chronicles of Chaos i Drowned in Sound. Negatywnie o kompozycjach wyraził się Greg Prato dziennikarz magazynu Rolling Stone.

## Lista utworów
Opracowano na podstawie materiału źródłowego.
| Nr  | Tytuł utworu                      | Słowa   | Muzyka  | Długość |
| --- | --------------------------------- | ------- | ------- | ------- |
| 1.  | „Panasonic Youth”                 | Puciato | Weinman | 2:27    |
| 2.  | „Sunshine the Werewolf”           | Puciato | Weinman | 4:17    |
| 3.  | „Highway Robbery”                 | Puciato | Weinman | 3:30    |
| 4.  | „Van Damsel”                      | Puciato | Weinman | 2:59    |
| 5.  | „Phone Home”                      | Puciato | Pennie  | 4:15    |
| 6.  | „We Are the Storm”                | Puciato | Weinman | 4:38    |
| 7.  | „Crutch Field Tongs”              |         | Pennie  | 0:52    |
| 8.  | „Setting Fire to Sleeping Giants” | Puciato | Weinman | 3:27    |
| 9.  | „Baby's First Coffin”             | Puciato | Weinman | 4:02    |
| 10. | „Unretrofied”                     | Weinman | Weinman | 5:37    |
| 11. | „The Perfect Design”              | Puciato | Weinman | 3:50    |
|     |                                   |         |         | 39:54   |

| Edycja japońska | Edycja japońska                      | Edycja japońska | Edycja japońska | Edycja japońska |
| Nr              | Tytuł utworu                         | Słowa           | Muzyka          | Długość         |
| --------------- | ------------------------------------ | --------------- | --------------- | --------------- |
| 1.              | „Panasonic Youth”                    | Puciato         | Weinman         | 2:27            |
| 2.              | „Sunshine the Werewolf”              | Puciato         | Weinman         | 4:17            |
| 3.              | „Highway Robbery”                    | Puciato         | Weinman         | 3:30            |
| 4.              | „Van Damsel”                         | Puciato         | Weinman         | 2:59            |
| 5.              | „Phone Home”                         | Puciato         | Pennie          | 4:15            |
| 6.              | „We Are the Storm”                   | Puciato         | Weinman         | 4:38            |
| 7.              | „Crutch Field Tongs”                 |                 | Pennie          | 0:52            |
| 8.              | „Setting Fire to Sleeping Giants”    | Puciato         | Weinman         | 3:27            |
| 9.              | „Baby's First Coffin”                | Puciato         | Weinman         | 4:02            |
| 10.             | „Unretrofied”                        | Weinman         | Weinman         | 5:37            |
| 11.             | „The Perfect Design”                 | Puciato         | Weinman         | 3:50            |
| 12.             | „My Michelle” (cover Guns N’ Roses)  |                 |                 | 4:08            |
| 13.             | „Damaged Pt. 1&2” (cover Black Flag) |                 |                 | 4:56            |
|                 |                                      |                 |                 | 48:58           |

| DVD | DVD                            | DVD     |
| Nr  | Tytuł utworu                   | Długość |
| --- | ------------------------------ | ------- |
| 1.  | „When Good Dogs Do Bad Things” | 5:32    |
| 2.  | „Sugar Coated Sour”            | 2:27    |
| 3.  | „Perfect Design”               | 3:47    |
| 4.  | „The Running Board”            | 3:13    |
| 5.  | „PanasonicYouth”               | 2:25    |
| 6.  | „Phone Home”                   | 4:13    |
| 7.  | „The Mullet Burden”            | 1:52    |
|     |                                | 23:29   |

## Twórcy
Opracowano na podstawie materiału źródłowego.
| Zespół The Dillinger Escape Plan w składzie - Ben Weinman – gitara, produkcja muzyczna - Brian Benoit – gitara - Chris Pennie – perkusja, produkcja muzyczna - Greg Puciato – śpiew - Liam Wilson – gitara basowa |  | Inni - Steve Evetts, Jessie Cannon, Mike Watkajtys, Robert Smith - inżynieria dźwięku - James Russo, Tom Shumway - asystent inżynieria dźwięku - Steve Evetts - produkcja muzyczna, miksowanie - Allan Douches - mastering - Matthew Jacobson - producent wykonawczy - Brian Montuori, Dimitri Minakakis - oprawa graficzna |

## Wydania
| Rok  | Nr katalogowy    | Format                | Wytwórnia muzyczna | Region            |
| ---- | ---------------- | --------------------- | ------------------ | ----------------- |
| 2004 | 6587-2           | CD, Album             | Relapse Records    | Stany Zjednoczone |
| 2004 | HWCY-1180        | CD, Album             | Ritual Records     | Japonia           |
| 2004 | 6589-2           | CD+DVD                | Relapse Records    | Stany Zjednoczone |
| 2004 | 6587-2           | CD, Album, Promo, Car | Relapse Records    | Stany Zjednoczone |
| 2004 | RR 6587-1        | LP, Album             | Relapse Records    | Stany Zjednoczone |
| 2006 | IROND CD 06-1128 | CD, Album             | Irond              | Rosja             |

## Listy sprzedaży
| Lista                                         | Kraj              | Pozycja |
| --------------------------------------------- | ----------------- | ------- |
| Billboard 200                                 | Stany Zjednoczone | 106     |
| Independent Albums                            | Stany Zjednoczone | 4       |
| Top Heatseekers                               | Stany Zjednoczone | 2       |
| Syndicat National de l'Édition Phonographique | Francja           | 156     |